# Benjamin Thomas
Benjamin Thomas (født 12. september 1995 i Lavaur) er en cykelrytter fra Frankrig, der er på kontrakt hos Cofidis.